# 2. Handball-Bundesliga (Frauen) 2009/10
Die 2. Handball-Bundesliga (Frauen) startete auch in der Saison 2009/10 mit einer Nord- und einer Südstaffel.
Erneut wurden Aufstiegs-Play-offs unter den ersten Vier beider Staffeln durchgeführt. Die letzten Zwei stiegen direkt in die neugegründete 3. Liga ab. Die jeweiligen Drittletzten spielten ein Play-off um den Klassenerhalt.

## Staffel Nord

### Tabelle
| Pl. | Verein                  | Sp | S  | U | N  | Tore      | Diff. | Punkte  |
| --- | ----------------------- | -- | -- | - | -- | --------- | ----- | ------- |
| 1.  | SGH Rosengarten         | 20 | 18 | 0 | 2  | 615 : 495 | +120  | 36 : 04 |
| 2.  | BVB Füchse Berlin       | 20 | 15 | 0 | 5  | 626 : 533 | +093  | 30 : 10 |
| 3.  | SC Greven 09            | 20 | 15 | 0 | 5  | 619 : 564 | +055  | 30 : 10 |
| 4.  | SV Union Halle-Neustadt | 20 | 13 | 0 | 7  | 598 : 555 | +043  | 26 : 14 |
| 5.  | TSV Travemünde          | 20 | 10 | 1 | 9  | 581 : 591 | −010  | 21 : 19 |
| 6.  | TSV Nord Harrislee      | 20 | 9  | 0 | 11 | 557 : 569 | −012  | 18 : 22 |
| 7.  | TV Oyten (N)            | 20 | 7  | 1 | 12 | 580 : 597 | −017  | 15 : 25 |
| 8.  | TSG Wismar (N)          | 20 | 7  | 1 | 12 | 529 : 564 | −035  | 15 : 25 |
| 9.  | HSC 2000 Magdeburg      | 20 | 6  | 1 | 13 | 474 : 514 | −040  | 13 : 27 |
| 10. | HSG Stemmer/Friedewalde | 20 | 5  | 1 | 14 | 533 : 622 | −089  | 11 : 29 |
| 11. | Rostocker HC            | 20 | 2  | 3 | 15 | 514 : 622 | −108  | 07 : 33 |
| 12. | PSV Recklinghausen*     | 0  | 0  | 0 | 0  | 0 : 0     | ±0    | 0 : 0   |

* Die PSV Recklinghausen zog ihre Mannschaft nach dem 19. Spieltag zurück, wurde damit erster Absteiger und für die komplette Saison aus der Wertung genommen.
Aufsteiger in die 1. Bundesliga: SGH Rosengarten

Absteiger aus der 1. Bundesliga: Borussia Dortmund, SVG Celle

Absteiger in die 3. Liga: HSG Stemmer/Friedewalde, Rostocker HC, PSV Recklinghausen

Aufsteiger aus den Regionalligen: MTV 1860 Altlandsberg, VfL Wolfsburg

### Entscheidungen
|     | Teilnehmer an den Aufstiegs-Play-Offs               |
|     | Teilnahme an den Relegationsspielen zu den 3. Ligen |
|     | Absteiger in die 3. Liga                            |
| (A) | Absteiger aus der 1. Bundesliga der letzten Saison  |
| (N) | Neuling/Aufsteiger der letzten Saison               |

### Torschützenliste
| Platz | Nation       | Spieler                        | Verein                  | Tore | 7 m     | Ø    |
| ----- | ------------ | ------------------------------ | ----------------------- | ---- | ------- | ---- |
| 1.    | Deutschland  | Jacqueline Reinhold (LA,RL)    | TV Oyten                | 216  | 49 / 59 | 11,4 |
| 2.    | Deutschland  | Anika Ziercke (RL,RM)          | HSG Stemmer/Friedewalde | 165  | 70 / 94 | 8,3  |
| 3.    | Deutschland  | Jana Lembke (RR)               | TSV Nord Harrislee      | 144  | 38 / 44 | 6,9  |
| 4.    | Deutschland  | Franca Kühne (RL,RM,RR)        | TSG Wismar              | 141  | 16 / 21 | 7,1  |
| 5.    | Deutschland  | Sandra Heinzelmann (RL/RM)     | SGH Rosengarten         | 137  | 50 / 65 | 6,5  |
| 6.    | Ukraine      | Natascha Kotenko (RL,RM,RR)    | SGH Rosengarten         | 135  | 38 / 50 | 6,3  |
| 7.    | Belarus 1995 | Liudmilla Yermachek (RL,RM,RR) | TSG Wismar              | 130  | 66 / 82 | 6,2  |
| 8.    | Deutschland  | Sarah Everding (KM)            | SC Greven 09            | 127  | 09 / 15 | 6,0  |
| 9.    | Deutschland  | Christina Weber (RM)           | PSV Recklinghausen      | 123  | 57 / 73 | 6,8  |
| 10.   | Deutschland  | Franziska Haupt (RR)           | TSV Travemünde          | 120  | 36 / 42 | 8,0  |

## Staffel Süd

### Tabelle
| Pl. | Verein                | Sp | S  | U | N  | Tore      | Diff. | Punkte  |
| --- | --------------------- | -- | -- | - | -- | --------- | ----- | ------- |
| 1.  | HSG Bensheim/Auerbach | 22 | 18 | 1 | 3  | 635 : 537 | +098  | 37 : 07 |
| 2.  | TV Nellingen          | 22 | 16 | 3 | 3  | 691 : 569 | +122  | 35 : 09 |
| 3.  | SG BBM Bietigheim (N) | 22 | 15 | 1 | 6  | 678 : 574 | +104  | 31 : 13 |
| 4.  | TuS Weibern           | 22 | 13 | 2 | 7  | 589 : 551 | +038  | 28 : 16 |
| 5.  | HSG Bad Wildungen (N) | 22 | 11 | 2 | 9  | 600 : 600 | ±0    | 24 : 20 |
| 6.  | TV Mainzlar           | 22 | 9  | 2 | 11 | 636 : 645 | −09   | 20 : 24 |
| 7.  | TuS Metzingen         | 22 | 9  | 1 | 12 | 606 : 619 | −013  | 19 : 25 |
| 8.  | BSV Sachsen Zwickau   | 22 | 8  | 3 | 11 | 601 : 629 | −028  | 19 : 25 |
| 9.  | SV Allensbach         | 22 | 9  | 0 | 13 | 613 : 625 | −012  | 18 : 26 |
| 10. | SC Riesa              | 22 | 7  | 4 | 11 | 548 : 568 | −020  | 18 : 26 |
| 11. | TSG Ketsch            | 22 | 6  | 1 | 15 | 545 : 654 | −109  | 13 : 31 |
| 12. | TV Beyeröhde          | 22 | 1  | 0 | 21 | 555 : 726 | −171  | 02 : 42 |

Aufsteiger in die 1. Bundesliga: SG BBM Bietigheim

Absteiger aus der 1. Bundesliga: keine Absteiger

Absteiger in die 3. Liga: TV Beyeröhde, TSG Ketsch

Aufsteiger aus den Regionalligen: HSG Albstadt

### Entscheidungen
|     | Teilnehmer an den Aufstiegs-Play-Offs               |
|     | Teilnahme an den Relegationsspielen zu den 3. Ligen |
|     | Absteiger in die 3. Liga                            |
| (A) | Absteiger aus der 1. Bundesliga der letzten Saison  |
| (N) | Neuling/Aufsteiger der letzten Saison               |

### Torschützenliste
| Platz | Nation      | Spieler                        | Verein                      | Tore | 7 m       | Ø   |
| ----- | ----------- | ------------------------------ | --------------------------- | ---- | --------- | --- |
| 1.    | Deutschland | Lena Landenberger (RL)         | SV Allensbach               | 174  | 091 / 112 | 8,7 |
| 2.    | Rumänien    | Cristina-Ioana Mihai (RR)      | Bad Wildungen               | 159  | 071 / 138 | 8,0 |
| 3.    | Osterreich  | Laura Magelinskas (RM)         | HSG Bensheim/Auerbach       | 155  | 053 / 067 | 7,4 |
| 4.    | Ungarn      | Edina Rott (RL,RM)             | TuS Metzingen               | 155  | 075 / 084 | 7,0 |
| 5.    | Deutschland | Annika Hermenau (RR)           | HSG Bensheim/Auerbach       | 152  | 066 / 079 | 6,9 |
| 6.    | Osterreich  | Beate Scheffknecht (RL)        | SG Bietigheim-Metterzimmern | 132  | 042 / 055 | 6,3 |
| 7.    | Polen       | Marzena Kot (RL)               | SC Riesa                    | 129  | 020 / 028 | 5,9 |
| 8.    | Deutschland | Lana Holder (RM)               | SG Bietigheim-Metterzimmern | 118  | 047 / 060 | 5,4 |
| 9.    | Deutschland | Sandra Kleinjung (LA,RL)       | TSG Ketsch                  | 116  | 00 / 0    | 5,3 |
| 10.   | Belgien     | Anna Maria Jaszczuk (RL,RM,RR) | TuS Weibern                 | 112  | 035 / 049 | 5,1 |

## Aufstiegs-Play-Offs

### Halbfinalspiele
In den Aufstiegs-Play-Offs spielt immer der Gruppenerste gegen den Gruppenvierten und der Gruppenzweite gegen den Gruppendritten der anderen Gruppe.
Der Gruppenerste und Gruppenzweite haben das Recht das Rückspiel zu Hause auszutragen.
Die Hinspiele fanden am 17. April 2010 statt. Die Rückspiele fanden am 24. und 25. April 2010 statt.
| Mannschaft 1            | Mannschaft 2            | Hinspiel             | Rückspiel            | Gesamt  |
| ----------------------- | ----------------------- | -------------------- | -------------------- | ------- |
| TuS Weibern             | SG Handball Rosengarten | 17.04. Sa. 19:30 Uhr | 24.04. Sa. 19:00 Uhr | 55 : 65 |
| TuS Weibern             | SG Handball Rosengarten | 25 : 31 (15 : 14)    | 30 : 34 (15 : 14)    | 55 : 65 |
| SV Union Halle-Neustadt | HSG Bensheim/Auerbach   | 18.04. So. 16:00 Uhr | 24.04. Sa. 17:30 Uhr | 54 : 74 |
| SV Union Halle-Neustadt | HSG Bensheim/Auerbach   | 27 : 34 (15 : 18)    | 27 : 40 (14 : 22)    | 54 : 74 |
| SG BBM Bietigheim       | BVB Füchse Berlin       | 18.04. So. 16:00 Uhr | 25.04. So. 16:00 Uhr | 72 : 50 |
| SG BBM Bietigheim       | BVB Füchse Berlin       | 35 : 23 (19 : 11)    | 37 : 27 (21 : 13)    | 72 : 50 |
| SC Greven 09            | TV Nellingen            | 17.04. Sa. 18:00 Uhr | 24.04. Sa. 19:30 Uhr | 49 : 52 |
| SC Greven 09            | TV Nellingen            | 24 : 25 (16 : 14)    | 25 : 27 (14 : 12)    | 49 : 52 |

### Finale
Der Gewinner jeder Begegnung steigt in die 1. Bundesliga auf.
Die Hinspiele fanden am 8. Mai 2010 statt. Die Rückspiele fanden am 15. Mai 2010 statt.
| Mannschaft 1      | Mannschaft 2            | Hinspiel             | Rückspiel            | Gesamt  |
| ----------------- | ----------------------- | -------------------- | -------------------- | ------- |
| SG BBM Bietigheim | HSG Bensheim/Auerbach   | 08.05. Sa. 20:00 Uhr | 15.05. Sa. 17:30 Uhr | 59: 55  |
| SG BBM Bietigheim | HSG Bensheim/Auerbach   | 31 : 33 (13 : 12)    | 28: 22 (17 : 12)     | 59: 55  |
| TV Nellingen      | SG Handball Rosengarten | 08.05. Sa. 19:30 Uhr | 15.05. Sa. 19:00 Uhr | 53 : 56 |
| TV Nellingen      | SG Handball Rosengarten | 26 : 27 (14 : 09)    | 27 : 29 (15 : 12)    | 53 : 56 |

## Abstiegsrelegation
Diese Saison wurde eine Abstiegsrelegation ausgetragen. Es traten die jeweils drittletzten der beiden Staffeln gegeneinander an, um einen Abstiegsplatz auszuspielen.
Das Hinspiel fand am 17. April 2010 statt. Das Rückspiel fand am 25. April 2010 statt.
| Mannschaft 1            | Mannschaft 2 | Hinspiel             | Rückspiel            | Gesamt  |
| ----------------------- | ------------ | -------------------- | -------------------- | ------- |
| HSG Stemmer/Friedewalde | SC Riesa     | 17.04. Sa. 17:30 Uhr | 25.04. So. 15:00 Uhr | 57 : 70 |
| HSG Stemmer/Friedewalde | SC Riesa     | 25 : 36 (11 : 16)    | 32 : 34 (15 : 16)    | 57 : 70 |

Damit steht die HSG Stemmer/Friedewalde als Absteiger aus der 2. Bundesliga fest. Der SC Riesa bleibt in der 2. Bundesliga.